# Långgrundet, Helsingfors
Långgrundet, finska: Pitkäkari, är en ö i Finland. Den ligger i Finska viken och i kommunen Helsingfors i landskapet Nyland, i den södra delen av landet. Ön ligger nära Helsingfors.
Öns area är 1,3 hektar och dess största längd är 270 meter i nord-sydlig riktning. Närmaste större samhälle är Helsingfors, 7,0 km nordost om Långgrundet.